# Ventôse-Dekrete
Die Ventôse-Dekrete sind Dekrete, die während der Französischen Revolution am 26. Februar und 3. März 1794 vom Nationalkonvent erlassen wurden. Gemäß Französischem Revolutionskalender liegen diese Tage im Wintermonat Ventôse, was den Dekreten ihren Namen gab.
Die Ventôse-Dekrete ordneten eine Verteilung des Eigentums der nach dem Gesetz über die Verdächtigen inhaftierten Revolutionsfeinde unter den Armen an. Diese Idee wurde von den Radikalen um Maximilien de Robespierre und Louis Antoine de Saint-Just vertreten. Es war ein erster Schritt in Richtung gleichmäßige Verteilung materieller Güter. Die Ventôse-Dekrete waren ein Grund für die konservativen Thermidorianer, die Robespierristen zu stürzen. Sie kamen nie zur Ausführung und wurden mit dem Sturz Robespierres am 27. Juli 1794 endgültig fallengelassen.